# گلوله (فیلم ۲۰۰۸)
گلوله (انگلیسی: Bullet) یک فیلم است که در سال ۲۰۰۸ منتشر شد.